# Ле-Буска
Ле-Буска (фр. Le Bouscat) — город и коммуна во французском департаменте Жиронда, округ Бордо, административный центр кантона Ле-Буска .

## Географическое положение
Ле-Буска — северо-западный пригород города Бордо и соединён с ним автобусными маршрутами.

## Экономика и промышленность
Ле-Буска находится в винодельческом регионе Бордо в области Грав.

## Города-побратимы
- Арнштадт, Германия